# はるなつふゆと七福神
『はるなつふゆと七福神』（はるなつふゆとしちふくじん）は、賽助による日本の小説作品。文庫版のみ収録の書き下ろし「特別短編 ニタニタ」も、本項で取り上げる。 

## 概要
「三人称（ゲーム実況グループ）」に所属する鉄塔の別名義、賽助による日常ファンタジー小説で、賽助の処女作でもある。第１回「本のサナギ賞」優秀賞受賞。  
七福神をはじめとする神々や妖怪たちが引き起こす騒動に巻き込まれたニート女子・榛名都冬の活躍と成長を、都内各地の情景と共に、現代日本におけるアニミズム観や寺社仏閣との人びとの関わりを交えつつ描く。 

## あらすじ
正月から２週間あまり。昨秋、不況で会社をクビになったニート女子・榛名都冬が自室の炬燵で目を覚ますと、そこには小さな二人の老人の姿があった。二人はなんと、七福神のうちの二柱、福禄寿と寿老人だという。  
彼らが都冬の元に現れた理由は、「他の七福神よりマイナーな自分達の存在を、ぱそこん（インターネット）を使って広めてほしい」というものだった。彼らの願い通りに二人の名前を広めることができたら、自身の願い事も叶えてもらうことを交換条件として、都冬は依頼を承諾。さっそく、SNSを活用したPR活動を展開する。 
かくして都冬と、七福神をはじめとした神々との生活がはじまった───。 

## 登場人物
キャラクターボイスは、スマートフォン向けクイズRPG「Q&Qアンサーズ」とのコラボイベントにおける声の担当。 

### 人間
榛名都冬（はるな つふゆ）（CV：原奈津子）
本作の主人公。富山県出身、二十代後半。都内のアパートで一人暮らしだが、現在無職。黒縁眼鏡の地味な外見と性格で、友人も少ない。サブカルチャー関連にひと通りの知識があり、特に深夜アニメを好む。
「都冬」の名は、「（フルネームが）春夏冬で秋無い＝何事にも飽きないように」との願いから、祖母によって命名された。
近所の神社を参拝した際に自分の名前と住所を言ったこと、そして「一番ぱそこんに詳しそうだったから」という理由で、福禄寿と寿老人に押しかけられる。
大学時代は美術を専攻。在学中、悩んでいた自身を「内角の和」の話で励ましてくれた仁谷を、今日まで密かに想い続けている。
仁谷太一（にたに たいち）
二十代後半の男性。細身で、眼鏡をかけている。大学時代は演劇学科に在籍、演劇に必要な画の依頼を通じて、都冬とこの時期に出会っている。大学時代よりアルバイトをしていた喫茶店に現在も勤務、店長を除き一番の勤務歴を誇る。
幼少の頃より妖怪を見ることができる能力を持つが、そのことで、母をはじめとした周囲との関係構築には苦労してきている。本編から遡ること３か月ほど前、宗拙との出会いを経て「妖怪退治請負人」となる。
「特別短編 ニタニタ」の主人公でもある。
榛名秋菜（はるな あきな）
都冬の実妹。富山県在住。数ヶ月後に結婚式を控えている。 姉の都冬とも関係は良好で、度々電話をしたり、一緒に銀座で買い物をしたりと仲はいい。
武藤環（むとう たまき）
都冬の唯一の友人。小学生時代からの仲で、高校進学以降は別々だったが、どちらとも上京した為に現在でも交流が続いている。既婚であり、夫と港区港南の高層マンションに住んでいる。元々誰とでも気軽に話す奔放な性格であり、結婚後も男友達を増やすことに遠慮がない。
日野真弓（ひの まゆみ）
赤坂のカフェ「ラフカ」の女性店員。仁谷の告白を受け入れる。
九典杏子（くてん あんこ）
福禄寿と寿老人のプロモーションブログ「福禄寿老人」に、足繁くコメントを書き込んでくる人物。

### 神様
福禄寿（ふくろくじゅ）（CV：ドンピシャ）
七福神の一柱。道教で強く希求される３種の願い、「幸福」「封禄」「長寿」の三徳を具現化したものであり、南極星の化身（南極老人）とされる。長い頭と長い白髭が特徴で、経巻を結んだ杖を持ち、緑色の神御衣を纏う。
本作においては、蜜柑よりも少し大きい程度のサイズで登場。お供に、鶴のおつうを連れている。自身が祀られた神社の参拝に来た都冬の元へ、寿老人と共に訪れる。
寿老人（じゅろうじん）（CV：ぺちゃんこ）
七福神の一柱。長寿の神であり、南極老人星（カノープス）の化身とされる。不死の霊薬を含んでいる瓢箪を持ち、水色の神御衣を纏っている。福禄寿と同一神とされたこともあり、七福神から外されたこともある。
本作においては福禄寿と同じくらいの、かなり小さいサイズで描かれている。お供に、鹿のひよどりを連れている。福禄寿と共に、都冬の元を訪れる。
恵比寿（えびす）（CV：鉄塔）
七福神の一柱。七福神の中では唯一日本古来の、福の神。漁業神、留守神、商いの神ともされる。右手に釣り竿を持ち左脇に鯛を抱えた姿が一般的であるが、本作においては白い狩衣に烏帽子を被った細身の美形に描かれている。常に冷静沈着で卒なく計画を進め、一方で約束事は必ず守る実直な性格である。
福禄寿と寿老人からは「夷三郎」と呼ばれている。
大黒天（だいこくてん）
七福神の一柱。ヒンドゥー教のシヴァ神の化身であるマハーカーラがインド密教に取り入れられ、中国にて財福を強調して祀られたものが日本に伝えられた後に大国主神と習合、今日知られる柔和相の食物・財福を司る神となった。
本作においては辛子色の頭巾（大黒帽）を被り、打出の小槌と白い福袋を携えて米俵の上に鎮座する一般的なイメージで描かれているものの、なぜか関西弁を話す。
恵比寿とは二柱一組で信仰される事が多く、過去には共に居ることが多かったが、近年では恵比寿駅とヱビスビールの件で、恵比寿を一方的にライバル視している。
毘沙門天（びしゃもんてん）
七福神の一柱。インド神話のヴァイシュラヴァナを前身とし、中央アジアを経て中国に伝わる過程で武神としての信仰が生まれ、仏教における四天王の一尊たる武神・守護神「多聞天」とされるようになった。日本に伝わった後、室町時代末期には日本独自の信仰として七福神の一柱となる。
革製の甲冑を纏った唐代の武将風の姿が一般的なイメージだが、本作では黒いポロシャツを着た小学校高学年くらいの少年の姿で登場する。恵比寿と大黒天の麻雀勝負を仕切ることとなる。
弁才天（べんざいてん）
七福神の一柱。インドで最も古い聖典「リグ・ヴェーダ」に現れる聖なる河とその化身の名「サラスヴァティー」が仏教に取り込まれた呼び名。財宝神としての性格が強調されるようになると、「才」の音が「財」に通じることから「弁財天」と書かれることも多くなった。
本作では、朱色の鮮やかな着物を着ているものの黒縁眼鏡をかけ、陰気な雰囲気を漂わせた漫画好きとして登場する。福禄寿によると「琵琶の弦か算盤を弾いてばかりのくらーい女」、寿老人からは「見た感じはつふゆによく似ておる」との評。
布袋尊（ほていそん）
七福神の一柱。唐代末から五代時代にかけて明州に実在したとされる伝説的な仏僧、契此（かいし）。常に袋（頭陀袋）を背負っていたことから「布袋」の俗称で呼ばれ、死の間際に残した名文から実は弥勒菩薩の化身なのだという伝説が広まったという。
日本では鎌倉時代に禅画の題材として布袋が受容され、庶民からは福の神の一種として信仰を集め、室町時代後期には七福神の一柱に組み入れられるようになった。
布袋になぞらえた太鼓腹がトレードマークで、本作でもほぼ一般的なイメージのまま登場する。
吉祥天（きっしょうてん）
ヒンドゥー教の女神であるラクシュミー（Lakṣmī）が仏教に取り入れられ、天部の一尊に数えられた。吉祥とは繁栄・幸運を意味し、幸福・美・富を顕す神とされる。また、吉祥天の御前における過去の罪の懺悔を吉祥悔過（きちじょうけか）と言い、五穀豊穣を願う神としても崇拝を集める。日本では、寿老人の代わりに七福神の一柱に数えられたこともある。
本作では深大寺参道にある蕎麦屋内の社に座した、華やかかつ穏やかな美女として描かれる。
妹に黒闇天がいる。
黒闇天（こくあんてん）
吉祥天の妹で、仏教における天部の一尊。容姿は醜悪で、災いをもたらす神とされている。日本においては主に、貧乏神・疫病神として恐れられる。
本作においては黒衣を着た長い黒髪の若い女性として登場し、都冬や福禄寿、寿老人に対してかなり陰湿かつ辛辣な悪戯を仕掛けてくる。「あははあ」という笑い声が特徴。
叶福助（かのう ふくすけ）
いわゆる福助人形。文化元年頃から江戸で流行した福の神。かつては、七福神の一柱に数えられたこともあった。
本作に登場する福助も、頭が大きく、髷を結っていて福耳の、水色の羽織袴を着た身長30センチほどの少年という一般的なイメージである。ちゃきちゃきとした性格で弁も立つが、あまり言葉を選ばないのが玉に瑕。カボチャ料理を得意としている。
元々は大黒天に仕えていたが、修行に出された後に、恵比寿に仕えていたことが判明する。

### 妖怪
夜右衛門（よるえもん）
猩々たちのひとり。小柄な人間くらいの背丈を持ち、赤い猿顔、肩まで伸びたぼさぼさの黒髪、薄茶色の着物を着た姿の妖怪。海に住み、人間の船を沈めることを好む。無類の酒好き。猩々は、過去には寿老人の代わりに七福神に数えられていたことがあり、そのことで寿老人には気嫌いされている。
懸想文（けそうぶみ／恋文のこと）の代筆を頼みに、都冬の元を訪れる。
宗拙（そうせつ）
宗旦狐に倣い、千宗旦の息子のひとり・千宗拙を慕い続けて化けた狐、宗拙狐。以来350年、何代かに渡って名を襲名し「荒ぶる妖怪を鎮める」役目を帯びて現代を生きる妖狐。真っ白で細長い小柄な体躯は、狐というよりはイタチやオコジョ、フェレットにも見える。妖怪を鎮める札が収納されたケースを背負っているが、自身では札を上手く扱えないのが難。
人間態も持っており、その際はサラサラの長髪をなびかせた中性的な容姿をとる。仁谷のことを「ニタニタ」と呼ぶ。
飛縁魔（ひのえんま）
美しい外見で男を惑わすと言われる妖怪。惑わされた男は身を崩し、やがて命まで失うと噂されている。

### その他
おつう
福禄寿に付き従う、小さな白い鶴。ひよどりの居場所を探知できる。
ひよどり
寿老人がお供に連れている、艶のある黒い鹿。都冬の顔に乗れるほど小さい。

## 登場する施設・団体
ほうせん荘
都冬が住む、木造二階建てのアパート。都内にあるが、くたびれていて家賃は安い。福禄寿や寿老人をはじめとした神々や、妖怪までもが次々と押しかける場所となってしまう。
ラフカ
赤坂の裏通りにあるカフェ。少し前にテレビで特集されたり雑誌に取り上げられたりと、賑わっている。仁谷が都冬を呼び出した店であり、日野真弓が店員として勤務していた。
点心（てんしん）
新大久保の雑居ビルにある、壁も床も煤けた小さな雀荘。恵比寿と大黒天による麻雀対決の舞台。全自動麻雀卓ではなく、昔ながらの手積みを採用している。
深大寺（じんだいじ）
東京都調布市にある仏教寺院。東京都では、浅草の浅草寺に次ぐ古刹。参道にある蕎麦屋の中に、吉祥天の社がある。
タガミ・ブルーイング
新商品「大黒生」を近日発売予定のビール醸造メーカー。赤坂・一ツ木通り近くのイベント施設で、ブロガー向けの試飲会を開催する。

## 特別短編 ニタニタ

### あらすじ
妖怪退治を標榜して２ヶ月。妖怪退治請負人・仁谷太一は相棒の妖狐・宗拙と共に、とある古めかしい喫茶店に赴いていた。今回の依頼人である青山祐樹が言うには「相続した古い空き家に最近、女の幽霊が出る」らしい。依頼を受けた仁谷と宗拙はさっそく、事態解決のために青山が所有する邸宅での調査を開始。そして深夜、二人の前に現れたものは───。

### 登場人物
仁谷太一
宗拙

### 人間
青山祐樹（あおやま ゆうき）
26歳、男性。資産家に産まれ育ったが少し前に父が他界、東京近郊に点在する土地を相続した。その内のひとつ、元々青山家が住んでいた古い空き家を取り壊して新たにマンションを建設しようとしていたが、そこに「女の幽霊が出た」為、仁谷と宗拙に解決を依頼してくる。
仁谷の父
回想に登場。のんびりとした性格で、「何かが見える」という幼少期の仁谷の言動にも温かく接し理解を示している。父の言葉は後々、仁谷を支えていく。
仁谷の母
回想に登場。超自然的な概念を忌避するリアリスト。親心ではあるが「何かが見える」と訴える幼少期の仁谷の成長を危惧している。

### 妖怪
皿かぞえ
一般的に「お菊」と呼ばれる、皿を数える若い女性の妖怪たち。全員が「お菊」であるため、それぞれ地名で呼び分けている。皆一様に色白、黒髪、整った和風な顔立ちで、薄幸な雰囲気を醸している美人。現代において「全国菊の会」を結成し、昔ながらの井戸を守る活動を展開している。
　番町（ばんちょう）
　皿かぞえたちのリーダー格で「全国菊の会」の会長を務める。常にスーツ姿。人間社会では喫茶店に勤務し、活動資金を得ている。
　碓井（うすい）
　青山が相続した旧家の井戸に憑いていたお菊。薄手の黒いカーディガンを羽織り、野尻が作った菊の香水をつけていた。普段は会社勤めをしている。
　野尻（のじり）
　碓井がつけていた、オリジナルの菊の香水を作っているお菊。
朧車（おぼろぐるま）
牛車の妖怪。伝統的な朧車は牛車に憑いているが、本作に登場する朧車は現代らしくステーションワゴンを依り代としている。

## 公式プロモーション

### 2015年
7月17日〜8月3日　サンプル版献本企画（運営：ブクログ）

### 2017年
12月30日　猫イラスト入りサイン本取り扱い（三省堂書店 名古屋本店）

### 2018年
1月12日　賽助 トーク会&サイン会（イオンレイクタウンkaze 1階 翼の広場）
3月7日〜　サイン本取り扱い（三省堂書店 名古屋本店・岡山駅店／旭屋書店 新越谷店／ジュンク堂書店 池袋本店）

### 2019年
8月22日～9月5日　スマートフォン向けクイズRPG「Q&Qアンサーズ」とのコラボイベント、「はるなつふゆと七福神」×「三人称」×「Q&Qアンサーズ」（コラボ限定ストーリー書き下ろし）

### 2020年
1月下旬　ブロマイドつき文庫取り扱い（リブロ ララガーデン春日部店）
3月21日　サイン本取り扱い（紀伊國屋書店 梅田本店）
8月24日〜10月16日　「はるなつふゆと七福神」文庫版 カバー替えオーディション開催
9月上旬〜　賽助作家デビュー5周年記念×紀伊國屋書店コラボフェア

### 2023年
12月4日　「運気が上がる御守りカード」つき文庫取り扱い（TSUTAYA 十和田店）

### 2024年
12月17日　「はるなつふゆと七福神 福よこいこいキャンペーン」開催（全国の展開店舗）

## 書誌情報
- 単行本（ソフトカバー）：2015年8月27日発行、ディスカヴァー・トゥエンティワン刊、ISBN 978-4-7993-1763-1
- 単行本（Kindle版）：2015年8月27日発行、ディスカヴァー・トゥエンティワン刊、ASIN B014J1FHVM
- 文庫本：2017年2月24日発行、ディスカヴァー・トゥエンティワン刊、ISBN 978-4-7993-2045-7
- 文庫本（Kindle版）：2017年2月24日発行、ディスカヴァー・トゥエンティワン刊、ASIN B073W8P5PB
- 文庫本（オーディションカバー版）：2020年12月2日発行、ディスカヴァー・トゥエンティワン刊、ISBN 978-4-7993-2697-8

## 音声配信版
- Audible版：2021年6月18日配信、ディスカヴァー・トゥエンティワン、ASIN B0977ZRM73　ナレーター：岡村 美里
- オーディオブック版：2021年12月20日配信、ディスカヴァー・トゥエンティワン、ナレーター：岡村 美里[12]